# VB阿杜足球會
VB阿杜足球會（VB Addu FC）是一支位於馬累的馬爾代夫職業足球會，於2012年1月14日由其前身VB競技（VB Sports club）重組而成。
球會於1987年成立，原名為奧捷體育會（Orchid Sports Club），由班多斯島度假區的員工設立。其後由拉貢足球會的班主收購並並名為新拉貢，其後由一班阿杜環礁的商人接管，並命名為島嶼足球會（Island Football Club），並於2006年11月8日改名為VB競技。
1. ↑  VB Addu FC （页面存档备份，存于） at WeltFussballArchiv